# کرک (کشتی بادبانی)

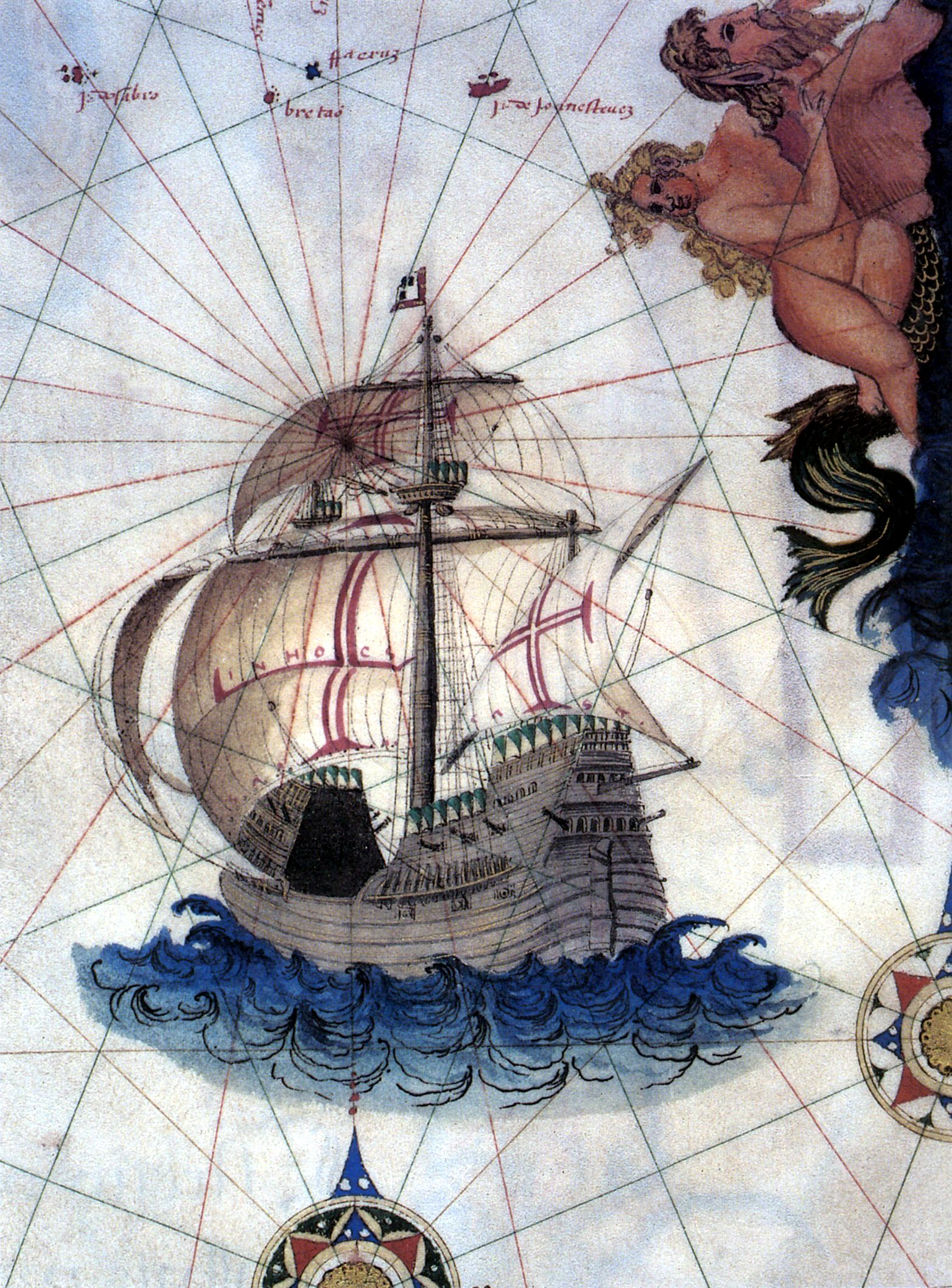
یک کرک پرتغالی

کَرک (انگلیسی: Carrack,پرتغالی: nau,اسپانیایی: nao‎; کاتالونیایی: carraca; کرواتی: karaka) یک کشتی بادبانی اقیانوس پیمای سه یا چهار دکلی است که در قرن ۱۴ تا ۱۵ در اروپا، به ویژه در پرتغال و اسپانیا توسعه یافت. این کشتی از کشتی تک دکلی کوگ توسعه یافت و در ابتدا برای تجارت اروپا از مدیترانه تا بالتیک استفاده شد و به سرعت در راه‌های تجاری تازه یافته شده و سودمند بین اروپا و آفریقا و سپس تجارت فرا اقیانوس اطلس با قاره آمریکا مورد استفاده قرار گرفت. پرتغالی‌ها در اواخر قرن پانزدهم از پیشرفته‌ترین انواع این کشتی‌ها برای تجارت بین اروپا و آسیا استفاده نمودند، قبل از اینکه به تدریج در اواخر قرن شانزدهم و اوایل قرن هفدهم با کشتی‌های بادبانی پیشرفته تر، گالئون جایگزین شوند.

در توسعه‌یافته‌ترین نوع خود، کَرک یک کشتی دارای ساختار بدنه صاف بود. به اندازه‌ای بزرگ بود که بتواند در دریاهای متلاطم پایداربماند، و به اندازه‌ای کافی جادار تا بتواند محموله‌های بزرگ و وسایل مورد نیاز برای سفرهای طولانی مدت را به همراه داشته باشد. کَرک های پیشرفته دارای بادبان‌های چهارگوش در دکل جلویی و دکل اصلی (شاه تیر) و یک بادبان سه گوش در دکل عقبی بود. این کشتی‌ها دارای یک پاشنه بسیار مدور، قسمت انتهایی و سینه گاه، دماغه و دیرک سینه بودند به عنوان سلف گالئون، کَرک یکی از تأثیرگذارترین کشتی‌ها در طراحی‌های کشتی‌های بعدی در تاریخ بود. در حالی که کشتی‌ها در قرن‌های بعدی تخصصی‌تر شدند، طراحی اولیه آنها در طی آن دوران بدون تغییر باقی ماند.

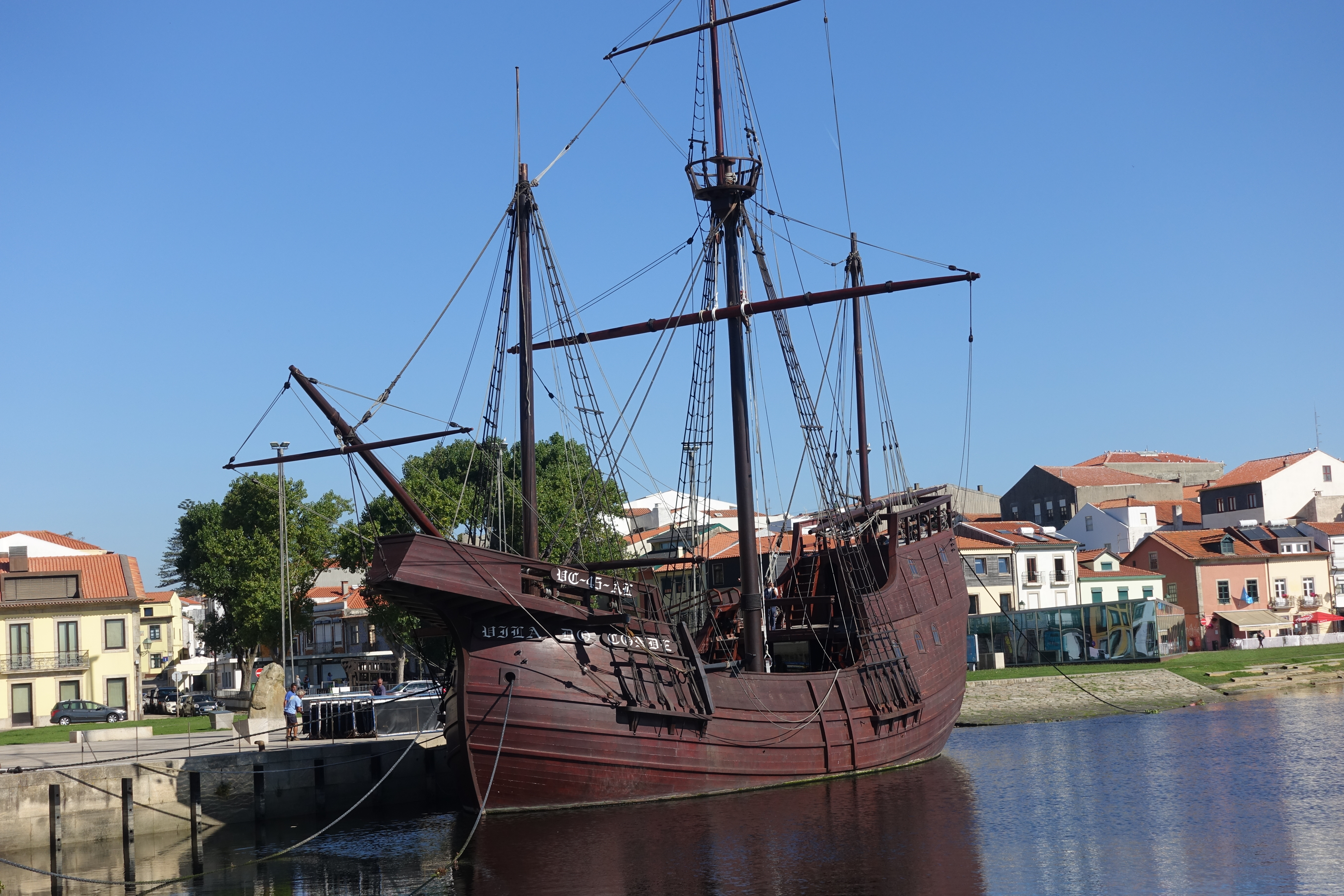
نمونه بازسازی شده یک کَرک کوچک از قرن ۱۵ یا ۱۶ در ویلا دو کنده، پرتغال

## کَرک های معروف
- سانتا ماریا, که کریستف کلمب در سال ۱۴۹۲ با آن سفری کاوشی به قاره آمریکا داشت.